# Басня о пчёлах
«Басня о пчёлах» или «Частные пороки — общественные выгоды» (англ. The Fable of the Bees: or, Private Vices, Publick Benefits, 1714) — произведение английского писателя Бернарда де Мандевиля.

## Основные сведения
В работе английского экономиста Н. Барбона «Очерк о торговле» (1690) утверждалось, что расточительность есть порок, способствующий торговле, а жадность, напротив, вредит коммерции. В художественной форме эту же идею выразил Бернард де Мандевиль в сатире «Ропщущий улей, или Мошенники, ставшие честными» (англ. The Grumbling Hive, or Knaves Turn’d Honest), изданной анонимно в 1705 году. В 1714 году так же анонимно вышло второе издание произведения под названием «Басня о пчёлах, или Пороки частных лиц — блага для общества» (англ. The Fable of The Bees: or, Private Vices, Public Benefits), в которой доказывается в аллегорической форме, что общество, решившее ради сбережений расстаться с роскошью и сократить вооружения, ждет печальная участь. Второе издание было дополнено двадцатью примечаниями, в которых Мандевиль развивает философский смысл наиболее важных мест басни. «Басня о пчелах» при жизни Мандевиля была много раз переиздана и имела множество приложений. Последнее издание датируется 1732 г. Решением суда присяжных английского графства Мидлсекс в 1723 году басня была признана вредной.

## Переводы
На русском языке книга издана в 1974 г. в переводе Е. С. Лагутина в серии «Философское наследие» (М.: Мысль); переиздана в 2000 г. в переводе Е. С. Лагутина и А. Л. Субботина в серии «Памятники философской мысли» (М.: Наука).
В русском варианте называется «Возроптавший улей, или мошенники, ставшие честными».